# Postawele
Postawele – wieś w Polsce położona w województwie podlaskim, w powiecie suwalskim, w gminie Rutka-Tartak.
W latach 1975–1998 miejscowość administracyjnie należała do województwa suwalskiego.
Na południu od wsi znajduje się Jezioro Przechodnie.

## Osoby związane z miejscowością
- Szymon Wykowski (1878–1942) – polski policjant, rozstrzelany przez Niemców w Lasach Sękocińskich